# سازمان اتحاد فداییان کمونیست
سازمان اتحاد فداییان کمونیست یک سازمان سیاسی با مشی کمونیستی در ایران و اپوزیسیون نظام جمهوری اسلامی ایران است که علیه این حکومت فعالیت می‌کند. این سازمان محصول وحدت تشکیلاتی اعضای چندین سازمان فدایی است که در سال‌های پس از انقلاب ۱۳۵۷ از سازمان چریک‌های فدایی خلق ایران (اقلیت) جدا شده‌بودند.

## اهداف
«سازمان اتحاد فداییان کمونیست» در بخشی از اساسنامه‌اش اهداف خود را اینچنین تعریف کرده‌است:
1. سازمان اتحاد فداییان کمونیست یک سازمان کمونیستی و بخشی از طبقه کارگر است که در جنبش آن شکل گرفته و هدف خود را گسترش و تکامل مبارزه طبقه به سمت پیروزی نهایی و ساختمان جامعه سوسیالیستی و کمونیستی قرار داده‌است، که در آن وحدت و یگانگی انسان تأمین و تکامل هر فرد، شرط تکامل همگان است.
2. سازمان اتحاد فداییان کمونیست در تمام عرصه‌های فعالیت خود از آموزش سوسیالیسم علمی پیروی می‌کند و به لحاظ ماهیت طبقاتی و ایدئولوژی، خود را سازمانی کارگری می‌داند.

## تاریخچه
سازمان چریک‌های فدایی خلق ایران از سال ۱۳۴۹ با قیام سیاهکل علیه رژیم شاهنشاهی ایران مبارزات مسلحانه خود را آغاز کرد. این سازمان در جریان انقلاب ۱۳۵۷ و مدت‌ها پس از آن، پرهوادارترین جریان سیاسی چپ ایران بود. در خرداد ۱۳۵۹ و در پی اختلاف نظر بر سر ماهیت و پایگاه طبقاتی جمهوری اسلامی، سازمان به دو جناح اقلیت و اکثریت تقسیم شد.
در پی بی‌نتیجه ماندن کنگرۀ اول «سازمان چریک‌های فدایی خلق ایران (اقلیت)» در سال ۱۳۶۰ و نیز در پی تشدید سرکوب‌های متعدد از سوی جمهوری اسلامی، اختلاف‌ها و انشعابات پیاپی در درون سازمان چریک‌های فدایی خلق ایران (اقلیت) به وقوع پیوست. انشعاب تیر ۱۳۶۲ مهدی سامع به تشکیل سازمان چریک‌های فدایی خلق ایران-پیرو برنامه هویت انجامید. به گفتۀ سامع در این دوران آنچه که از سازمان چریک‌های فدایی خلق ایران (اقلیت) باقی مانده‌بود تحت نفوذ اکبر کامیابی (توکل) و حسین زهری قرار گرفته‌بود. پس از واقعه گاپیلون در بهمن ۱۳۶۴ گروهی از مخالفین خط توکل-زهری بی‌درنگ اعلام جدایی کرده و سازمان جدیدی تأسیس کردند که با نام سازمان چریک‌های فدایی خلق (شورای عالی) شناخته می‌شود. با این وجود اختلاف نظر در رهبری و بحران‌های ناشی از واقعۀ گاپیلون تداوم یافت و در نهایت منجر به متلاشی شدن سازمان و انشعاب یافتن باقی‌ماندۀ آن به سه سازمان مجزا شد.
طی این سه انشعاب حسین زهری در اسفند ۱۳۶۵ «سازمان چریک‌های فدایی خلق ایران»، مستوره احمدزاده در سال ۱۳۶۶ «هستۀ اقلیت»، را تشکیل دادند و اکبر کامیابی (توکل) نیز طی انشعابی در اسفند ۱۳۶۵ انجام و در بهار ۱۳۶۶ اعلام شد، سازمان جدیدی را تأسیس کرد که در ابتدا با همان نام «سازمان چریک‌های فدایی خلق ایران (اقلیت)» فعالیت می‌کرد و از دی ۱۳۷۵ به سازمان فدائیان (اقلیت) تغییر نام داد.

### تشکیل «سازمان اتحاد فداییان کمونیست»
بعد از این انشعابات، مسئلۀ وحدت  این سه سازمان مطرح شد و برای مدتی در دستور کار این سه جریان قرار گرفت. با این وجود پس از یک مدت نسبتاً طولانی و انتشار چندین شماره نشریه‌ای مشترک با نام «به پیش» این تلاش نیز بی‌ثمر ماند. شکست این تلاش‌ها با تحولات شوروی و اروپای شرقی همزمان بود و به‌ویژه بعد از این که بخشی از رهبران سازمان چریک‌های فدایی خلق ایران به سازمان اتحاد فداییان خلق ایران پیوستند، برخی از فداییان که خواهان برگزاری کنگره و ادامۀ فعالیت با نام و به شیوه پیشین بودند، ضمن حفظ چهارچوب تشکیلات موجود سازمان چریک‌های فدائی خلق ایران تصمیم به نقد گذشته جنبش کمونیستی و همچنین گذشته سازمان بدون هیچ سد و مانعی گرفتند. از این رو در اواخر دهۀ شصت برگزاری سمینارهای وسیع در دستور کار قرار گرفت.
نتایج سمینارهای مختلف و نشست‌ها و مباحثات متعدد به تشکیل روندی تحت عنوان عام اتحاد چپ کارگری انجامید. در وجه خاص آن نوسازی سازمان از اواخر دهۀ شصت از طریق برگزاری سمینارها و جلسات و انتشار نشریۀ «به پیش» پیگیری می‌شد. تا سال ۱۳۷۵ مجموعاً ۹ نشست تشکیل شد. سرانجام در نشست نهم، این جریان تصمیم گرفت تا تحت نام «سازمان اتحاد فداییان کمونیست» به فعالیت خود تداوم بخشد.

## آرم و پرچم
آرم سازمان داس و چکش بر زمینه ستاره بزرگی است که به وسیله روبانی با رنگ‌های سرخ و طلایی که در دو سمت آن خوشه گندم و لاله و یاس قرار دارند و در داخل روبان سازمان اتحاد فداییان کمونیست نوشته شده‌است.
پرچم سازمان پرچمی است سرخ که طول آن دو برابر عرض آن و در قسمت بالای سمت چپ آن آرم سازمان به رنگ طلایی است.

## ارگان و نشریه‌های وابسته
هم‌اکنون ارگان این سازمان، نشریۀ کار کمونیستی است و نشریۀ به پیش نیز دیدگاه‌ها و مباحثات تئوریک آن را منعکس می‌کند. علاوه بر این، «جهان کمونیستی» هر دو هفته یکبار منتشر می‌شود. دو کمیتۀ کردستان و آذربایجان سازمان نیز به ترتیب دو نشریۀ ریگای گه‌ل و دان الدوزو را به زبان‌های کُردی و تُرکی منتشر می‌کنند که بازتاب‌دهنده فعالیت‌های نظری و عملی سازمان در سطح جنبش است.